# Maskarenugglor
Maskarenugglor (Mascarenotus) är ett fågelsläkte i familjen ugglor inom ordningen ugglefåglar: Släktet omfattar tre arter som tidigare förekom i Maskarenerna i västra Indiska oceanen  men som nu alla är utdöda:
- Réuniondvärguv (M. grucheti)
- Mauritiusdvärguv (M. sauzieri)
- Rodriguesdvärguv (M. murivorus)